# Exportaciones de Bolivia en 1993
Las Exportaciones de Bolivia en 1993 llegaron a los USD 549 millones. Los principales productos exportados durante ese año fueron el estaño con el 13%, el gas natural con el 13%, la joyería con el 9,7%, el zinc con el 7,9%, la madera con el 7,7% y el oro con el 6,6%.

## Sector minero
El principal producto exportado por Bolivia fue el estaño, en bruto y en aleaciones. En 1993, Bolivia llegó a exportar al mundo este producto por un valor de USD 70,8 millones, siendo su principal mercado el América del norte. El 69 % del total del estaño durante ese año, fue exportado a Estados Unidos por un valor de USD 49,2 millones. Un 4,9% fue exportado a Canadá por un valor de USD 3,43 millones.
En el mercado Europeo, Bolivia exportó alrededor de USD 12,9 millones de dólares. Un 5,6% del estaño se exportó a Francia por un valor de USD 3,95 millones de dólares, otro 5,0 % al Reino Unido por un valor de USD 3,53 millones de dólares, un 3,9% a Alemania por una valor de USD 2,77 millones de dólares, un 1,6% a España por USD 1,13 millones de dólares y un 1,1% a Austria por USD 763 mil dólares.